# Барсуки (Рославльский район)
Барсуки́ — деревня в Рославльском районе Смоленской области России. Входит в состав Костырёвского сельского поселения. Население — 149 жителей (2007 год). 
Расположена в южной части области в 20 км к северо-востоку от Рославля, в 0,1 км севернее автодороги Р137 Сафоново — Рославль, на берегу реки Солна. В 20 км западнее деревни расположена железнодорожная станция Терешок на линии Смоленск — Рославль.

## История
В годы Великой Отечественной войны деревня была оккупирована гитлеровскими войсками в августе 1941 года, освобождена в сентябре 1943 года.